# Bouda u Těchonína
Bouda u Těchonína je název evropsky významné lokality soustavy Natura 2000 situované v interiéru dělostřelecké tvrze Bouda s kódem CZ0533686.

## Předmět ochrany
Dělostřelecká tvrz Bouda je jedním z nejvýznamnějších zimovišť netopýra černého (Barbastella barbastellus) v České republice a zimovištěm netopýra velkého (Myotis myotis) nadregionálního významu. Předmětné druhy jakož i jiné druhy netopýrů jsou ohroženy pěstováním stromových monokultur a s tím související likvidací stromů s odpadávající kůrou, změnami mikroklimatu v podzemních zimovištích, uzavíráním vhodných lokalit pro zimování a rušením při něm.

## Popis lokality
Tvrz Bouda je dělostřeleckou tvrzí postavenou v rámci výstavby československého opevnění mezi lety 1936 a 1938. Jedná se o soubor pěti povrchových pevnostních objektů propojených rozsáhlým podzemním systémem chodeb, sálů a štol, který byl v roce 1938 armádou opuštěn a až v roce 1991 muzejně zpřístupněn. Turistická sezóna probíhá od května do října, ve zbylé části roku je pohyb osob v lokalitě sporadický. Celý systém je značně členitý s množstvím vhodných úkrytů a se stálou teplotou kolem 5 °C a vlhkostí. Četné střílny a větrací otvory tvoří pro netopýry množství vhodných přístupových tras. Lokalita o rozměru 0,03 ha se nachází na katastrálních území Těchonín, Lichkov a Králíky.